# Traulia insularis
Traulia insularis är en insektsart som beskrevs av Willemse, C. 1928. Traulia insularis ingår i släktet Traulia och familjen gräshoppor. Inga underarter finns listade i Catalogue of Life.